# Hokutoumi Nobuyoshi
Hokutoumi Nobuyoshi (北勝海 信芳, né le 22 juin 1963 comme Nobuyoshi Hoshi (保志 信芳)) est un ancien lutteur de sumo japonais venant d'Hokkaido. Il est le 61ème yokozuna et a remporté 8 tournois majeurs. Durant sa carrière, il s'entraine à l'écurie Kononoe avec Chiyonofuji. Par la suite, il est entraineur en chef de l'écurie Hakkaku. Il est membre de l'Association Japonaise de Sumo et devient son président à partir de 2015 suite à la mort de Kitanoumi. Il est réélu pour la 4ème fois en 2024.

## Jeunesse
Hoshi est né à Hiroo sur l'île d'Hokkaido. Il se fait remarquer très jeune pour sa force et une connaissance le recommande auprès du yokozuna Kitanofuji, qui a alors pris sa retraite de lutteur et dirige désormais l'écurie Kokonoe. Ce dernier invite Hoshi à le rejoindre et a déménager à Tokyo. Après avoir quitté l'école, sa première apparition sur le ring a lieu en mars 1979, à l'âge de 15 ans seulement, utilisant son vrai nom comme shikona.

## Makuuchi
Il faut quatre ans à Hoshi pour atteindre la division jūryō (la deuxième plus élevée) en mars 1983, à l'âge de 19 ans. À cette époque, son compagnon d'écurie Chiyonofuji est promu yokozuna . Il fait ses débuts dans la première division makuuchi trois tournois plus tard.
En mars 1986, classé au rang de sekiwake, il remporte son premier yūshō avec treize victoires pour deux défaites. Malgré ce résultat impressionnant, il n'est pas immédiatement promu au rang d'ōzeki car il n'atteint que 30 victoires lors des trois tournois précédents alors que 33 sont généralement requis. De plus, il y a déjà 5 ozeki à ce moment-là, largement suffisant selon l'Association de Sumo. Cependant, il enchaine 2 bons tournois lui assurant la promotion pour le tournoi de septembre.
Pour sa promotion en tant qu'ozeki, son entraîneur décide de lui attribuer un nouveau nom de lutteur. Il souhaite faire référence à son district natal de Tokachi, mais le kanji qui le désigne signifie littéralement « dix victoires » et cela pourrait porter malheur, limitant ses victoires dans n'importe quel tournoi à dix. En guise de compromis, il adopte le nom de Hokutoumi, prenant 勝(« gagner ») du deuxième kanji de Tokachi, mais en le prononçant comme le premier kanji du nom du district.

## Yokozuna
Après son deuxième titre au tournoi de mars 1987 et une deuxième place en mai, Hokutoumi est promu yokozuna pour le tournoi de juillet. Lors de son yokozuna dohyō-iri (cérémonie de présentation des yokozuna) au sanctuaire Meiji en 1987, Hokutoumi a utilisé de manière inhabituelle un ensemble de keshō-mawashi car son maître Kokonoe (ancien yokozuna Kitanofuji ) a fait fabriquer trois keshō-mawashi à son nom alors qu'il était encore ōzeki.
En 1988, il subit une grave blessure au dos qui l'empêche de participer à trois tournois. Alors qu'il devait également manquer le début du tournoi de janvier 1989, celui-ci fut retardé en raison de la mort de l'empereur. Il remporte finalement ce tournoi qui est le premier de l'ère Heisei. Il remporte ensuite le tournoi de mai.
En juillet 1989, Hokutoumi participe à un play-off historique avec Chiyonofuji. En effet, c'est la première fois que deux yokozuna de la même écurie se rencontrent sur le dohyo car les règles du sumo stipulent que les lutteurs d'une même écurie ne peuvent s'affronter qu'en play-off. Hokutoumi a fini par perdre le play-off et le championnat face à Chiyonofuji.
Le dernier jour du tournoi de mars 1990, Hokutoumi prend part à un play-off à trois avec l'ōzeki Konishiki et le sekiwake Kirishima . Dans cette configuration particulière, les lutteurs s'affrontent à tour de rôle, le premier à remporter deux combats consécutifs remportant le tournoi. Tout d’abord, Hokutoumi affronte Konishiki mais perd. Toutefois Konishiki perd ensuite contre Kirishima. Puis Kirishima affronte Hokutoumi et est défait. Hokutoumi réaffronte alors Konishiki remporte cette fois-ci le combat et ainsi le tournoi.
En mars 1991,Hokutoumi se blesse gravement au genou face à Ōnokuni, mais réussit à remporter le tournoi avec 13 victoires. Après cela, il a de nombreuses absences en raison de sa blessure. En octobre 1991, il reçoit le Japan Festival Trophy après avoir remporté un tournoi d'exhibition au Royal Albert Hall de Londres.
Alors qu'au début de 1991, il y avait quatre yokozuna, après les retraites de Chiyonofuji, Ōnokuni et Asahifuji en l'espace d'un an, Hokutoumi est laissé seul. Après avoir perdu ses deux premiers matchs au tournoi de mars 1992, il doit abandonner et annonce sa retraite peu avant le tournoi de mai 1992 à l'âge de 28 ans et 10 mois. Citant des blessures à l'épaule, au coude et au genou, il déclare qu'il a « perdu mon esprit combatif pour continuer à s'entraîner ». Il n'y a alors plus aucun yokozuna actif, une première depuis 60 ans.

## Carrière d'entraineur
Après sa retraite, Hokutoumi est devenu membre de l'Association japonaise de sumo sous le nom de toshiyori « Hakkaku ». Il ouvre sa propre écurie, Hakkaku, qui a eu quatre lutteurs de première division, Hokutōriki, Kaihō, Okinoumi et Hokutofuji . Il apparaît occasionnellement dans les émissions de sumo de la NHK en tant que commentateur et analyste.
Le 18 décembre 2015, il est nommé président de l'Association japonaise de sumo, après le décès en fonction de l'ancien président Kitanoumi, le 20 novembre 2015. Il était directeur exécutif du conseil d'administration sous Kitanoumi depuis 2012. Son mandat a duré jusqu'à la fin du mois de mars 2016. Il a ensuite remporté le scrutin contesté le 28 mars 2016, battant Takanohana, et est élu pour un nouveau mandat de deux ans,. Il est par la suite réélu pour des mandats supplémentaires en 2018, 2020 et 2022.
En tant que président et grâce à son expérience de directeur général du département des relations publiques et directeur général du département commercial, il met en œuvre diverses réformes. En janvier 2017, le « Département des contributions sociales » est créé dans le but de soutenir les zones touchées par diverses catastrophes. Lors du Nagoya Basho de la même année, une boîte de dons est installée sur le lieu pour soutenir les zones touchées par les fortes pluies dans le nord de Kyushu.
À l'occasion de son soixantième anniversaire, le 2 septembre 2023, Hokutoumi exécute un kanreki dohyō-iri au Ryōgoku Kokugikan. L'événement marque également les 30 ans de la création de l'écurie Hakkaku et pour célébrer l'occasion, le Conseil de délibération des Yokozuna organise une session de formation (sōken) rendue publique et gratuite pour la première fois en quatre ans depuis la crise du COVID. L'organisation de cette session de formation en parallèle de la cérémonie du 60e anniversaire fait de ce kanreki dohyō-iri le premier événement de ce genre à être gratuit et ouvert au public. Pour la cérémonie, Hokutoumi choisit d'être accompagné deux de ses élèves, Okinoumi, en tant que tachimochi (porteur d'épée), et Hokutofuji en tant que tsuyuharai (balayeur de rosée). Il décide aussi de porter l'ensemble keshō-mawashi qu'il portait lors de son premier yokozuna dohyō-iri au sanctuaire Meiji en 1987. C'est la première fois en dix ans qu'un président de l'Association de Sumo exécute un kanreki dohyō-iri depuis que Kitanoumi Toshimitsu en 2013. L'évènement rassemble 4000 personnes. Le 23 août 2023, les membres de l'écurie Hakkaku participe au tsunauchi pour créer le tsuna rouge que Hokutoumi portera pour la cérémonie.

## Style de combat
Hokutoumi est avant tout un spécialiste de l'oshi-sumo, préférant les techniques de poussée et de porté qui permettent à ses adversaires de sortir du ring le plus rapidement possible. Il a un puissant tachi-ai (charge initiale), et sa spécialité était le nodowa, une poussée à la gorge à une main. Pour ce faire, il bloque le bras droit de son adversaire avec sa gauche (une technique connue sous le nom d'ottsuke ) et frappe avec sa droite. Il gagne la plupart des ses combats sur oshi-dashi ou yori-kiri, qui représentent ensemble environ 60 pour cent de ses victoires au niveau sekitori. Lorsqu'il utilise le mawashi, il préfère une prise migi-yotsu (main gauche à l'extérieur, main droite à l'intérieur).

## Résultats par basho
| Année | Janvier Hatsu basho, Tokyo         | Mars Haru basho, Osaka          | Mai Natsu basho, Tokyo      | Juillet Nagoya basho, Nagoya        | Septembre Aki basho, Tokyo    | Novembre Kyūshū basho, Fukuoka |
| --- | ---------------------------------- | ------------------------------- | --------------------------- | ----------------------------------- | ----------------------------- | ------------------------------ |
| 1979 | x                                  | (Maezumo)                       | Jonokuchi de l’Est #15 5–2  | Jonidan de l’Ouest #84 7–0 Champion | Sandanme de l’Ouest #85 3–4   | Jonidan de l’Ouest #6 3–4      |
| 1980 | Jonidan de l’Ouest #20 5–2         | Sandanme de l’Est #71 3–4       | Sandanme de l’Ouest #88 4–3 | Sandanme de l’Ouest #78 4–3         | Sandanme de l’Est #61 4–3     | Sandanme de l’Est #39 2–5      |
| 1981 | Sandanme de l’Est #60 6–1          | Sandanme de l’Est #14 5–2       | Makushita de l’Est #50 3–4  | Makushita de l’Est #57 5–2          | Makushita de l’Est #39 4–3    | Makushita de l’Est #29 5–2     |
| 1982 | Makushita de l’Est #14 4–3         | Makushita de l’Est #10 3–4      | Makushita de l’Est #18 5–2  | Makushita de l’Est #10 3–4          | Makushita de l’Est #22 6–1    | Makushita de l’Est #7 4–3      |
| 1983 | Makushita de l’Est #4 7–0 Champion | Jūryō de l’Ouest #10 8–7        | Jūryō de l’Est #6 8–7       | Jūryō de l’Est #5 10–5–P Champion   | Maegashira de l’Ouest #13 8–7 | Maegashira de l’Est #7 9–6 C   |
| 1984 | Komusubi de l’Est #1 9–6 C         | Sekiwake de l’Ouest #1 6–9      | Maegashira de l’Est #1 6–9  | Maegashira de l’Ouest #3 9–6        | Komusubi de l’Est #1 7–8      | Maegashira de l’Est #1 9–6 T★  |
| 1985 | Sekiwake de l’Ouest #1 10–5 P      | Sekiwake de l’Est #1 8–7        | Sekiwake de l’Est #2 7–8    | Komusubi de l’Ouest #1 10–5 T       | Komusubi de l’Est #1 8–7      | Sekiwake de l’Ouest #1 9–6 T   |
| 1986 | Sekiwake de l’Est #1 8–7 T         | Sekiwake de l’Ouest #1 13–2 TP  | Sekiwake de l’Est #1 11–4 C | Sekiwake de l’Est #1 12–3 P         | Ōzeki de l’Est #1 12–3        | Ōzeki de l’Est #1 8–7          |
| 1987 | Ōzeki de l’Est #2 11–4             | Ōzeki de l’Ouest #1 12–3        | Ōzeki de l’Est #1 13–2      | Yokozuna de l’Est #2 11–4           | Yokozuna de l’Ouest #1 14–1   | Yokozuna de l’Est #1 13–2      |
| 1988 | Yokozuna de l’Ouest #1 11–4        | Yokozuna de l’Ouest #1 13–2–P   | Yokozuna de l’Est #1 11–4   | de l’Ouest # Blessure 0–0–15        | de l’Est # Blessure 0–0–15    | de l’Est # Blessure 0–0–15     |
| 1989 | Yokozuna de l’Est #2 14–1–P        | Yokozuna de l’Est #1 11–4       | Yokozuna de l’Est #2 13–2–P | Yokozuna de l’Est #1 12–3–P         | Yokozuna de l’Est #1 11–4     | Yokozuna de l’Ouest #1 11–4    |
| 1990 | Yokozuna de l’Ouest #1 11–4        | Yokozuna de l’Ouest #1 13–2–PPP | Yokozuna de l’Est #1 10–5   | Yokozuna de l’Ouest #1 10–5         | Yokozuna de l’Est #2 14–1     | Yokozuna de l’Est #1 9–6       |
| 1991 | Yokozuna de l’Ouest #2 12–3        | Yokozuna de l’Est #1 13–2       | de l’Est # Blessure 0–0–15  | Yokozuna de l’Ouest #1 9–6          | de l’Est # Blessure 0–0–15    | Yokozuna de l’Ouest #1 4–4–7   |
| 1992 | de l’Est # Blessure 0–0–15         | Yokozuna de l’Est #1 0–3–12     | de l’Est # Retraite 0–0     | x                                   | x                             | x                              |
| Résultats sous la forme victoires – défaites – absences Champion du tournoi Vice-champion du tournoi Retraite Divisions inférieures Non-participation Sanshō : C = Combativité ; P = Performance exceptionnelle ; T = Technique Aussi représentés : ★ = Kinboshi ; P = Playoff(s) Divisions : Makuuchi — Jūryō — Makushita — Sandanme — Jonidan — Jonokuchi Rangs Makuuchi : Yokozuna — Ōzeki — Sekiwake — Komusubi — Maegashira |                                    |                                 |                             |                                     |                               |                                |